# Saturn Award per il miglior attore emergente
Il Saturn Award per il miglior attore emergente (Best Performance by a Younger Actor) è un premio assegnato annualmente nel corso dei Saturn Awards dal 1985 ad oggi.

## Vincitori e candidati
I vincitori sono indicati in grassetto.

### Anni 1980
- 1985
  - Noah Hathaway - La storia infinita (Die unendliche Geschichte)
  - Drew Barrymore - Fenomeni paranormali incontrollabili (Firestarter)
  - Corey Feldman - Gremlins
  - Jonathan Ke Quan - Indiana Jones e il tempio maledetto (Indiana Jones and the Temple of Doom)
  - Jsu Garcia - Nightmare - Dal profondo della notte (A Nightmare on Elm Street)
- 1986
  - Barret Oliver - D.A.R.Y.L.
  - Amelia Shankley - Dreamchild
  - Jeff Cohen - I Goonies (The Goonies)
  - Fairuza Balk - Nel fantastico mondo di Oz (Return to Oz)
  - Ilan Mitchell-Smith - La donna esplosiva (Weird Science)
- 1987
  - Carrie Henn - Aliens - Scontro finale (Aliens)
  - Lucy Deakins - Il ragazzo che sapeva volare (The Boy Who Could Fly)
  - Jay Underwood - Il ragazzo che sapeva volare (The Boy Who Could Fly)
  - Scott Grimes - Critters, gli extraroditori (Critters)
  - Joey Cramer - Navigator (Flight of the Navigator)
- 1988
  - Kirk Cameron - Tale padre tale figlio (Like Father Like Son)
  - Scott Curtis - I demoni della mente (Cameron's Closet)
  - Stephen Dorff - Non aprite quel cancello (The Gate)
  - Corey Haim - Ragazzi perduti (The Lost Boys)
  - Andre Gower - Scuola di mostri (The Monster Squad)
  - Joshua John Miller - Il buio si avvicina (Near Dark)

### Anni 1990
- 1990
  - Fred Savage - Viceversa, due vite scambiate (Vice Versa)
  - Jared Rushton - Big
  - Alex Vincent - La bambola assassina (Child's Play)
  - Rodney Eastman - Arma mortale (Deadly Weapon)
  - Lukas Haas - Scarlatti - Il thriller (Lady in White)
  - Corey Haim - Alterazione genetica (Watchers)
  - Warwick Davis - Willow
- 1991
  - Adan Jodorowsky - Santa Sangre
  - Charlie Korsmo - Dick Tracy
  - Thomas Wilson Brown - Tesoro, mi si sono ristretti i ragazzi (Honey, I Shrunk the Kids)
  - Robert Oliveri - Tesoro, mi si sono ristretti i ragazzi (Honey, I Shrunk the Kids)
  - Jared Rushton - Tesoro, mi si sono ristretti i ragazzi (Honey, I Shrunk the Kids)
  - Bryan Madorsky - Pranzo misterioso (Parents)
  - Gabriel Damon - Robocop 2
  - Faviola Elenka Tapia - Santa Sangre
  - Jasen Fisher - Chi ha paura delle streghe? (The Witches)
- 1992
  - Edward Furlong - Terminator 2 - Il giorno del giudizio (Terminator 2: Judgment Day)
  - Joshua John Miller - Newman, robot di famiglia (And You Thought Your Parents Were Weird)
  - Justin Whalin - La bambola assassina 3 (Child's Play 3)
  - Chris Demetral - Dolly Dearest - La bambola che uccide (Dolly Dearest)
  - Candace Hutson - Dolly Dearest - La bambola che uccide (Dolly Dearest)
  - Jonathan Brandis - La storia infinita 2 (The NeverEnding Story II: The Next Chapter)
  - Corey Haim - La banda dei Rollerboys (Prayer of the Rollerboys)
- 1993
  - Scott Weinger - Aladdin
  - Christina Ricci - La famiglia Addams (The Addams Family)
  - Robert Oliveri - Tesoro, mi si è allargato il ragazzino (Honey I Blew Up the Kid)
  - Daniel Shalikar - Tesoro, mi si è allargato il ragazzino (Honey I Blew Up the Kid)
  - Joshua Shalikar - Tesoro, mi si è allargato il ragazzino (Honey I Blew Up the Kid)
  - Brandon Quintin Adams - La casa nera (The People Under the Stairs)
  - Edward Furlong - Cimitero vivente 2 (Pet Sematary 2)
- 1994
  - Elijah Wood - L'innocenza del diavolo (The Good Son)
  - Christina Ricci - La famiglia Addams 2 (Addams Family Values)
  - Manuel Colao - La corsa dell'innocente
  - Joseph Mazzello - Jurassic Park
  - Ariana Richards - Jurassic Park
  - Austin O'Brien - Last Action Hero - L'ultimo grande eroe (Last Action Hero)
  - Jesse Cameron-Glickenhaus - Il massacro degli innocenti (Slaughter of the Innocents)
- 1995
  - Kirsten Dunst - Intervista col vampiro (Interview with the Vampire: The Vampire Chronicles)
  - Joseph Gordon-Levitt - Angels (Angels in the Outfield)
  - Jonathan Taylor Thomas - Il re leone (The Lion King)
  - Luke Edwards - Un lavoro da grande (Little Big League)
  - Miko Hughes - Nightmare - Nuovo incubo (New Nightmare)
  - Elijah Wood - Genitori cercasi (North)
- 1996
  - Christina Ricci - Casper
  - Judith Vittet - La città perduta (La cité des enfants perdus)
  - Max Pomeranc - Fluke
  - Hal Scardino - La chiave magica (The Indian in the Cupboard)
  - Kirsten Dunst - Jumanji
  - Bradley Pierce - Jumanji
- 1997
  - Lucas Black - Lama tagliente (Sling Blade)
  - Jonathan Taylor Thomas - Le straordinarie avventure di Pinocchio (The Adventures of Pinocchio)
  - James Duval - Independence Day
  - Lukas Haas - Mars Attacks!
  - Mara Wilson - Matilda 6 mitica (Matilda)
  - Kevin Bishop - I Muppet nell'isola del tesoro (Muppet Treasure Island)
- 1998
  - Jena Malone - Contact
  - Dominique Swain - Face/Off - Due facce di un assassino (Face/Off)
  - Sam Huntington - Da giungla a giungla (Jungle 2 Jungle)
  - Vanessa Lee Chester - Il mondo perduto - Jurassic Park (The Lost World: Jurassic Park)
  - Alexander Goodwin - Mimic
  - Mara Wilson - Un semplice desiderio (A Simple Wish)
- 1999
  - Tobey Maguire - Pleasantville
  - Brad Renfro - L'allievo (Apt Pupil)
  - Katie Holmes - Generazione perfetta (Disturbing Behaviour)
  - Josh Hartnett - The Faculty
  - Jack Johnson - Lost in Space - Perduti nello spazio (Lost in Space)
  - Alicia Witt - Urban Legend

### Anni 2000
- 2000
  - Haley Joel Osment - The Sixth Sense - Il sesto senso (The Sixth Sense)
  - Justin Long - Galaxy Quest
  - Devon Sawa - Giovani diavoli (Idle Hands)
  - Emily Bergl - Carrie 2 - La furia (The Rage: Carrie 2)
  - Jake Lloyd - Star Wars: Episodio I - La minaccia fantasma (Star Wars: Episode I - The Phantom Menace)
  - Natalie Portman - Star Wars: Episodio I - La minaccia fantasma (Star Wars: Episode I - The Phantom Menace)
- 2001
  - Devon Sawa - Final Destination
  - Holliston Coleman - La mossa del diavolo (Bless the Child)
  - Taylor Momsen - Il Grinch (Dr. Seuss' How the Grinch Stole Christmas)
  - Spencer Breslin - Faccia a faccia (The Kid)
  - Jonathan Lipnicki - Il mio amico vampiro (The Little Vampire)
  - Anna Paquin - X-Men
- 2002
  - Haley Joel Osment - A.I. - Intelligenza Artificiale (Artificial Intelligence: A.I.)
  - Daniel Radcliffe - Harry Potter e la Pietra Filosofale (Harry Potter and the Sorcerer's Stone)
  - Emma Watson - Harry Potter e la Pietra Filosofale (Harry Potter and the Sorcerer's Stone)
  - Justin Long - Jeepers Creepers - Il canto del diavolo (Jeepers Creepers)
  - Freddie Boath - La mummia - Il ritorno (The Mummy Returns)
  - Alakina Mann - The Others (Los Otros)
- 2003
  - Tyler Hoechlin - Era mio padre (Road to Perdition)
  - Jeremy Sumpter - Frailty - Nessuno è al sicuro (Frailty)
  - Daniel Radcliffe - Harry Potter e la Camera dei Segreti (Harry Potter and the Chamber of Secrets)
  - Elijah Wood - Il Signore degli Anelli - Le due torri (The Lord of the Rings: The Two Towers)
  - Hayden Christensen - Star Wars: Episodio II - L'attacco dei cloni (Star Wars: Episode II - Attack of the Clones)
  - Alexis Bledel - Tuck Everlasting - Vivere per sempre (Tuck Everlasting)
- 2004
  - Jeremy Sumpter - Peter Pan
  - Frankie Muniz - Agente Cody Banks (Agent Cody Banks)
  - Lindsay Lohan - Quel pazzo venerdì (Freaky Friday)
  - Sōsuke Ikematsu - L'ultimo samurai (The Last Samurai)
  - Jenna Boyd - The Missing
  - Rachel Hurd-Wood - Peter Pan
- 2005
  - Emmy Rossum - Il fantasma dell'Opera (The Phantom of the Opera)
  - Cameron Bright - Birth - Io sono Sean (Birth)
  - Freddie Highmore - Neverland - Un sogno per la vita (Finding Neverland)
  - Daniel Radcliffe - Harry Potter e il Prigioniero di Azkaban (Harry Potter and the Prisoner of Azkaban)
  - Perla Haney-Jardine - Kill Bill: Volume 2
  - Jonathan Jackson - Riding the Bullet
- 2006
  - Dakota Fanning - La guerra dei mondi (War of the Worlds)
  - Freddie Highmore - La fabbrica di cioccolato (Charlie and the Chocolate Factory)
  - William Moseley - Le cronache di Narnia - Il leone, la strega e l'armadio (The Chronicles of Narnia: the Lion, the Witch and the Wardrobe)
  - Daniel Radcliffe - Harry Potter e il Calice di Fuoco (Harry Potter and the Goblet of Fire)
  - Alex Etel - Millions
  - Josh Hutcherson - Zathura - Un'avventura spaziale (Zathura - A Space Adventure)
- 2007
  - Ivana Baquero - Il labirinto del fauno (El laberinto del fauno)
  - Edward Speleers - Eragon
  - Go Ah-sung - The Host (Gwoemul)
  - Mitchel Musso - Monster House
  - Tristan Lake Leabu - Superman Returns
  - Jodelle Ferland - Tideland - Il mondo capovolto (Tideland)
- 2008
  - Freddie Highmore - La musica nel cuore - August Rush (August Rush)
  - Josh Hutcherson - Un ponte per Terabithia (Bridge to Terabithia)
  - Daniel Radcliffe - Harry Potter e l'Ordine della Fenice (Harry Potter and the Order of the Phoenix)
  - Dakota Blue Richards - La bussola d'oro (The Golden Compass)
  - Rhiannon Leigh Wryn - Mimzy - Il segreto dell'universo (The Last Mimzy)
  - Alex Etel - The Water Horse - La leggenda degli abissi (The Water Horse: Legend of the Deep)
- 2009
  - Jaden Smith - Ultimatum alla Terra (The Day the Earth Stood Still)
  - Brandon Walters - Australia
  - Lina Leandersson - Lasciami entrare (Låt den rätte komma in)
  - Dev Patel - The Millionaire (Slumdog Millionaire)
  - Catinca Untaru - The Fall
  - Freddie Highmore - Spiderwick - Le cronache (The Spiderwick Chronicles)

### Anni 2010
- 2010
  - Saoirse Ronan - Amabili resti (The Lovely Bones)
  - Taylor Lautner - The Twilight Saga: New Moon
  - Bailee Madison - Brothers
  - Brooklynn Proulx - Un amore all'improvviso (The Time Traveler's Wife)
  - Max Records - Nel paese delle creature selvagge (Where the Wild Things Are)
  - Kodi Smit-McPhee - The Road
- 2011
  - Chloë Grace Moretz - Blood Story (Let Me In)
  - Logan Lerman - Percy Jackson e gli dei dell'Olimpo - Il ladro di fulmini (Percy Jackson and the Olympians: The Lightning Thief)
  - George McLaren e Frankie McLaren - Hereafter
  - Kodi Smit-McPhee - Blood Story (Let Me In)
  - Will Poulter - Le cronache di Narnia - Il viaggio del veliero (The Chronicles of Narnia: The Voyage of the Dawn Treader)
  - Hailee Steinfeld - Il Grinta (True Grit)
  - Charlie Tahan - Segui il tuo cuore (Charlie St. Cloud)
- 2012
  - Joel Courtney - Super 8
  - Asa Butterfield - Hugo Cabret (Hugo)
  - Chloë Grace Moretz - Hugo Cabret (Hugo)
  - Elle Fanning - Super 8
  - Dakota Goyo - Real Steel
  - Saoirse Ronan - Hanna
- 2013
  - Suraj Sharma - Vita di Pi (Life of Pi)
  - CJ Adams - L'incredibile vita di Timothy Green (The Odd Life of Timothy Green)
  - Daniel Huttlestone - Les Misérables
  - Chloë Grace Moretz - Dark Shadows
  - Quvenzhané Wallis - Re della terra selvaggia (Beasts of the Southern Wild)
  - Tom Holland - The Impossible
- 2014
  - Chloë Grace Moretz - Lo sguardo di Satana - Carrie (Carrie)
  - Asa Butterfield - Ender's Game
  - Sophie Nélisse - Storia di una ladra di libri (The Book Thief)
  - Saoirse Ronan - How I Live Now
  - Ty Simpkins - Iron Man 3
  - Dylan Sprayberry - L'uomo d'acciaio (Man of Steel)
- 2015[1][2]
  - Mackenzie Foy - Interstellar
  - Elle Fanning - Maleficent
  - Chloë Grace Moretz - The Equalizer - Il vendicatore (The Equalizer)
  - Tony Revolori - Grand Budapest Hotel (The Grand Budapest Hotel)
  - Kodi Smit-McPhee - Apes Revolution - Il pianeta delle scimmie (Dawn of the Planet of the Apes)
  - Noah Wiseman - The Babadook
- 2016[3][4]
  - Ty Simpkins - Jurassic World
  - Elias e Lukas Schwarz - Goodnight Mommy (Ich seh, Ich seh)
  - Jacob Tremblay - Room
  - James Freedson-Jackson - Cop Car
  - Milo Parker - Mr. Holmes - Il mistero del caso irrisolto (Mr. Holmes)
  - Olivia DeJonge - The Visit
- 2017[5]
  - Tom Holland – Captain America: Civil War
  - Ruby Barnhill – Il GGG - Il grande gigante gentile (The BFG)
  - Julian Dennison – Selvaggi in fuga (Hunt for the Wilderpeople)
  - Lewis MacDougall – Sette minuti dopo la mezzanotte (A Monster Calls)
  - Neel Sethi – Il libro della giungla (The Jungle Book)
  - Anya Taylor-Joy – The Witch
- 2018[6]
  - Tom Holland - Spider-Man: Homecoming
  - Dafne Keen - Logan: The Wolverine (Logan)
  - Sophia Lillis - It
  - Millicent Simmonds - La stanza delle meraviglie (Wonderstruck)
  - Jacob Tremblay - Wonder
  - Letitia Wright - Black Panther
  - Zendaya - Spider-Man: Homecoming
- 2019[7]
  - Tom Holland - Spider-Man: Far from Home
  - Evan Alex - Noi (Us)
  - Asher Angel - Shazam!
  - Millie Bobby Brown - Godzilla II - King of the Monsters (Godzilla: King of the Monsters)
  - Jack Dylan Grazer - Shazam!
  - Shahadi Wright Joseph - Noi (Us)
  - Millicent Simmonds - A Quiet Place - Un posto tranquillo (A Quiet Place)

### Anni 2020
- 2021[8][9]
  - Kyliegh Curran - Doctor Sleep
  - Ella Jay Basco - Birds of Prey e la fantasmagorica rinascita di Harley Quinn (Birds of Prey (and the Fantabulous Emancipation of One Harley Quinn))
  - Julia Butters - C'era una volta a... Hollywood (Once Upon a Time in... Hollywood)
  - Roman Griffin Davis - Jojo Rabbit
  - Lexy Kolker - Freaks
  - JD McCrary - Il re leone (The Lion King)

- 2022
  - Finn Wolfhard - Ghostbusters: Legacy (Ghostbusters: Afterlife)
  - Noah Jupe - A Quiet Place II (A Quite Place Part II)
  - Madeleine McGraw - Black Phone (The Black Phone)
  - Millicent Simmonds - A Quiet Place II (A Quite Place Part II)
  - Mason Thames - Black Phone (The Black Phone)
  - Jacob Tremblay - Luca

- 2024
  - Xolo Maridueña - Blue Beetle
  - Halle Bailey - La sirenetta (The Little Mermaid)
  - Vivien Lyra Blair - The Boogeyman
  - Jack Champion - Avatar - La via dell'acqua (Avatar: The Way of Water)
  - Violet McGraw - Megan
  - Noah Schnapp - The Tutor